# Pietro Guarienti
Pietro Guarienti (c. 1700-1765) foi um pintor italiano, biógrafo de arte do Barroco tardio, e ativo principalmente em Bolonha.
Nasceu em Verona, tendo viajado depois para Bolonha e Veneza. Foi aluno do pintor Giuseppe Maria Crespi e Falcieri. Em 1746, tornou-se o padrinho da filha de Bernardo Bellotto, que foi pintor da corte em Dresden, em 1748. 
Foi nomeado diretor da galeria de arte de Dresden por Frederico Augusto III da Saxônia, e é mais conhecido por detalhar as histórias dos vedutisti que escreveu para o Abecedario Pittorico, de Pellegrino Antonio Orlandi, publicado em Veneza, em 1753.

## Notícias da Arte Portuguesa
Guarienti foi pintor, restaurador, perito em pintura, mas igualmente um comerciante e provavelmente um falsificador de obras de arte. Viveu em Portugal durante algum tempo, entre 1733 e 1736, durante a época faustosa do reinado de D. João V, o que lhe permitiu estar em contacto com algumas famílias da alta nobreza que possuíam quadros de artistas da época e igualmente teve a possibilidade de manter relações com alguns dos pintores daquele período. 
É considerado ter dado as primeiras notícias biográficas impressas relativas aos pintores portugueses. Entre estes, citou referências mais ou menos detalhadas de Vasco Fernandes, mais conhecido por Grão Vasco, e ainda de Cristóvão Lopes, Francisco de Holanda, António Campelo, Gaspar Dias, Diogo Pereira, José de Avelar Rebelo, Bento Coelho da Silveira, André Gonçalves e Vieira Lusitano. 
O nome destes pintores passou assim a ser conhecido na Itália e não só, uma vez que o Abecedario Pittorico de Guarienti vai ser alvo de numerosas edições e traduções por toda a Europa.